# نوكيا 7500
 نوكيا 7500 (بالإنجليزية: Nokia 7500)‏ هو هاتف محمول من نوكيا.

## الخصائص
- الشاشة: إل سي دي 240 × 320
- الوزن: 83 غرام
- الذاكرة: 30 ميجابايت